# Süd Autobahn
Die Süd Autobahn A2 (häufig Südautobahn oder verkürzt (die) Süd) ist eine Autobahn in Österreich. Sie führt von Wien über den Wechsel, vorbei an Graz und Klagenfurt an die Staatsgrenze zu Italien bei Arnoldstein und weiter als die italienische A23 („Alpe-Adria-Autobahn“) nach Tarvisio, Pontebba, Udine und Palmanova. Mit dem Bau wurde in den 1960er Jahren begonnen. Das letzte Teilstück zwischen Völkermarkt-West und Klagenfurt-Ost wurde 1999 eröffnet. Mit einer Länge von fast 380 Kilometern (inkl. Zubringern) ist sie die längste österreichische Autobahn.

## Geschichte

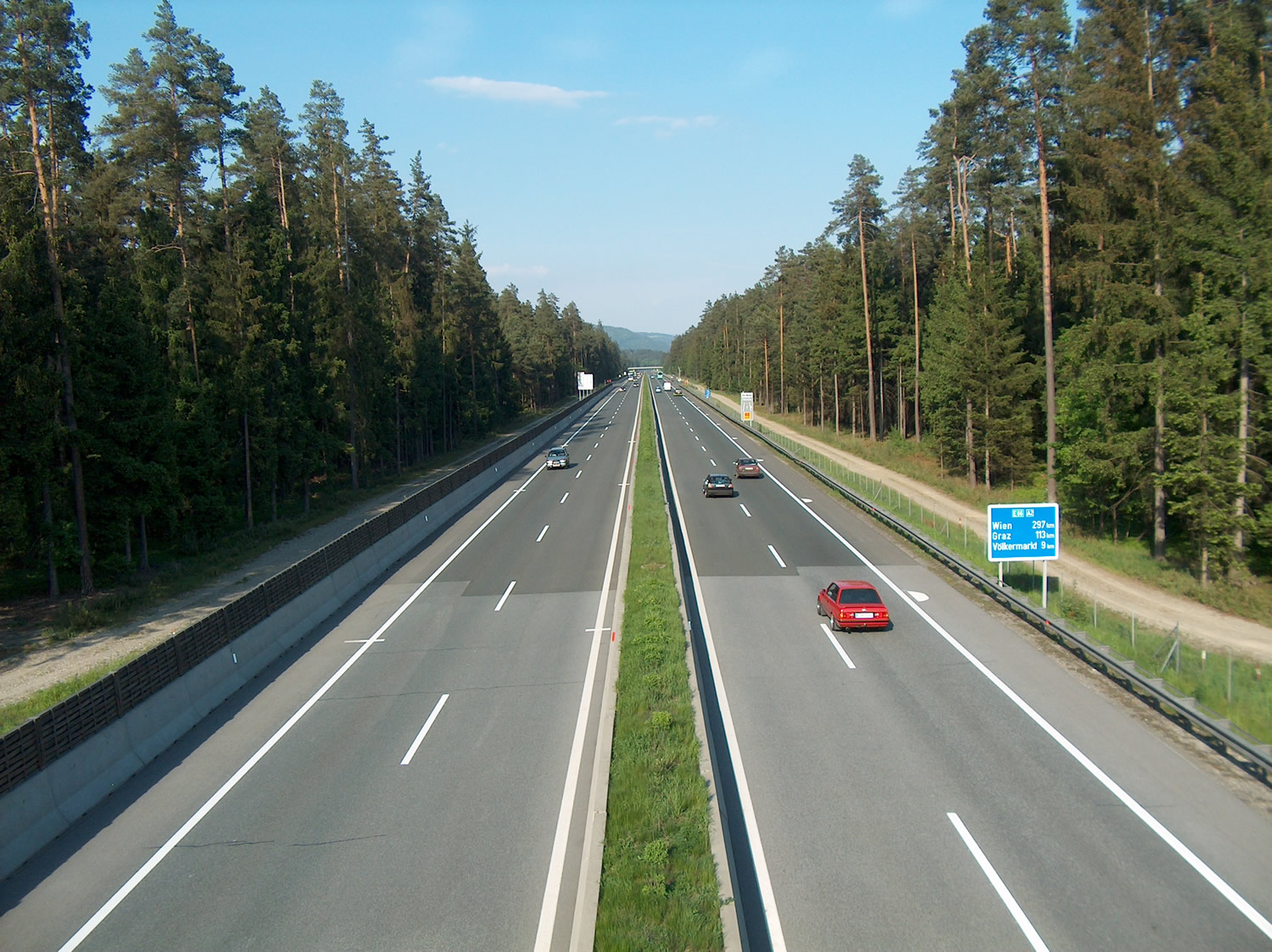
Letztes eröffnetes Teilstück zwischen Grafenstein und Völkermarkt-Ost

Der prinzipielle Verlauf der A 2 wurde bereits während der Zeit des Nationalsozialismus teilweise als „Strecke 127“ (Villach – Klagenfurt – Graz) und 128 (Graz – Wiener Neustadt – Wien) der Reichsautobahn geplant. Der Verlauf dieser Planungstrecke entsprach schon sehr dem jetzigen Verlauf der Autobahn und beinhaltete auch eine Verbindung zur West Autobahn, die ähnlich der heutigen Allander Autobahn verlief. 
Nach dem Anschluss an Deutschland 1938 wurde noch im selben Jahr die Trasse von Vösendorf südwärts nach Wiener Neustadt und westwärts nach Alland planiert.
Am 6. Mai 1959 erfolgte der erste Spatenstich für den vom Weltkrieg unterbrochenen Bau bei Laxenburg und am 26. Mai 1962 wurde der erste Abschnitt der A 2 zwischen Vösendorf und Leobersdorf eröffnet. Bis 1975 war der Abschnitt zwischen Wien und Seebenstein komplett.
Zuvor wurde aber bereits die erste Autobahn in der Steiermark eröffnet: Die A 2 zwischen Gleisdorf und Raaba (jetzt Knoten Graz-Ost) am 13. Dezember 1969.
Im Folgejahr wurde auch die erste Autobahn in Kärnten eröffnet. Der Abschnitt zwischen Pörtschach und Villach war der erste in Kärnten. In der Zeit, als die Autobahn ohne Anschlussstellen als Inselautobahn geführt wurde, bezeichnete man den Abschnitt zwischen Villach und Pörtschach, und später bis Klagenfurt, als Wörtherseeautobahn. Auch der zuletzt fertiggestellte Abschnitt der A 2 liegt in Kärnten: Am 25. November 1999 war mit der Eröffnung des Abschnittes Völkermarkt-West – Klagenfurt-Ost die A 2 komplett.
Eine Besonderheit in Österreich ist die Tatsache, dass die Autobahn zwischen Wien und Knoten Seebenstein sowie zwischen Gleisdorf und Mooskirchen bereits mit drei Fahrstreifen pro Fahrtrichtung gebaut wurde. Außer der Wiener Südosttangente A 23 und der Pyhrn Autobahn A 9 im Raum Graz ist die A 2 die einzige Autobahn, wo dies der Fall war. Der Abschnitt Wien – Wiener Neustadt wurde sogar schon in der NS-Zeit sechsspurig geplant. Zwischen Gleisdorf und dem Knoten Graz-West wurde aufgrund der damals unüblich breiten Fahrbahn der Pannenstreifen sehr schmal gebaut, zwischen Gleisdorf und dem Knoten Graz-Ost ist dies heute noch der Fall, jedoch wurden im Zuge der Generalsanierung in den Jahren 2007 bis 2010 Pannenbuchten in kurzen Abständen angebaut.
| Eröffnung  | Streckenabschnitt                                               | Länge in km |
| ---------- | --------------------------------------------------------------- | ----------- |
| 26.05.1962 | Knoten Vösendorf – ASt Leobersdorf                              | 24,875      |
| 19.12.1962 | Knoten Wien-Inzersdorf – Knoten Vösendorf                       | 03,370      |
| 14.12.1963 | ASt Leobersdorf – ASt Wöllersdorf                               | 09,025      |
| 15.09.1964 | ASt Wöllersdorf – Bad Fischau                                   | 03,000      |
| 19.12.1964 | Bad Fischau – Knoten Wiener Neustadt                            | 05,209      |
| 13.12.1969 | ASt Gleisdorf-West – Raaba                                      | 17,795      |
| 25.06.1970 | HASt Wernberg – Knoten Villach (RFB)                            | 03,280      |
| 31.07.1970 | ASt Pörtschach-West – HASt Wernberg                             | 13,370      |
| 02.09.1970 | Knoten Graz-Ost – ASt Graz-Raaba                                | 01,720      |
| 02.09.1970 | Raaba – Knoten Graz-Ost                                         | 01,150      |
| 25.06.1971 | HASt Krumpendorf-West – ASt Pörtschach-West                     | 07,684      |
| 30.09.1971 | HASt Wernberg – Knoten Villach (rechte RFB)                     | 03,280      |
| 01.07.1972 | ASt Klagenfurt-West – HASt Krumpendorf-West                     | 02,495      |
| 01.12.1973 | ASt Graz-Raaba – ASt Graz-Liebenau                              | 01,471      |
| 01.12.1973 | Knoten Graz-Ost – ASt Mooskirchen                               | 20,637      |
| 25.07.1975 | Knoten Wiener Neustadt – Knoten Seebenstein                     | 10,620      |
| 09.07.1977 | Knoten Villach – ASt Villach Warmbad (1. RFB)                   | 08,375      |
| 08.06.1978 | Knoten Villach – ASt Villach Warmbad (2. RFB)                   | 08,375      |
| 06.12.1980 | ASt Gleisdorf-Süd – ASt Gleisdorf-West                          | 03,212      |
| 19.12.1981 | Obergroßau – ASt Gleisdorf-Süd                                  | 04,324      |
| 24.06.1982 | Knoten Seebenstein – ASt Grimmenstein                           | 09,059      |
| 27.09.1982 | ASt Mooskirchen – ASt Modriach (linke RFB)                      | 03,212      |
| 27.09.1982 | ASt Modriach – ASt Bad St. Leonhard                             | 17,238      |
| 03.11.1983 | ASt Grimmenstein – HASt Edlitz                                  | 02,508      |
| 10.12.1983 | ASt Hartberg – ASt Ilz (rechte RFB)                             | 23,117      |
| 10.12.1983 | ASt Ilz – Obergroßau (linke RFB)                                | 14,309      |
| 29.06.1984 | ASt Villach-Warmbad – ASt Arnoldstein (1. RFB)                  | 13,075      |
| 31.10.1984 | ASt Villach-Warmbad – ASt Arnoldstein (2. RFB)                  | 13,075      |
| 22.11.1985 | HASt Edlitz – ASt Hartberg                                      | 47,018      |
| 04.07.1986 | ASt Arnoldstein – Staatsgrenze                                  | 03,856      |
| 26.07.1986 | ASt Bad St. Leonhard – Wolfsberg-Nord (linke RFB)               | 11,116      |
| 26.07.1986 | Wolfsberg-Nord – ASt Wolfsberg-Süd                              | 03,160      |
| 02.07.1987 | ASt Wolfsberg-Süd – ASt St. Andrä                               | 09,285      |
| 31.10.1989 | ASt Hartberg – ASt Sebersdorf-Bad Waltersdorf (linke RFB)       | 23,117      |
| 28.06.1990 | ASt St. Andrä – ASt Völkermarkt-Ost                             | 13,584      |
| 02.07.1991 | ASt Sebersdorf-Bad Waltersdorf – ASt Ilz (linke RFB)            | 23,117      |
| 03.07.1992 | ASt Völkermarkt-Ost – ASt Völkermarkt-West                      | 10,521      |
| 17.07.1995 | ASt Klagenfurt-Nord – ASt Klagenfurt-West                       | 06,259      |
| 23.05.1996 | ASt Klagenfurt-Ost – ASt Klagenfurt-Nord                        | 06,888      |
| 26.11.1999 | ASt Völkermarkt-West – ASt Klagenfurt-Ost                       | 16,531      |
| 29.06.2005 | ASt Mooskirchen – Ast Modriach, Abschnitt Herzogenberg (2. RFB) | 23,647      |
| 04.12.2006 | ASt Mooskirchen – Ast Modriach, Abschnitt Steinberg (2. RFB)    | 23,647      |
| 15.05.2007 | ASt Bad Leonhard – Wolfsberg-Nord (2. RFB)                      | 11,116      |
| 29.06.2007 | ASt Mooskirchen – Ast Modriach, Abschnitt Unterwald (2. RFB)    | 23,647      |

### Ausbau, Fahrspuren
Zwischen Wien und Kottingbrunn befindet sich, neben der Wiener Südosttangente A 23, der einzige achtspurige Bereich in Österreich. Der Ausbau wurde nötig, als man sich endgültig gegen den Bau der Südost Autobahn A 3 bis nach Wien entschied. Die Südost Autobahn mündet heute am Knoten Guntramsdorf in die A 2. Im Oktober 2012 wurde der achtspurige Ausbau zwischen Baden und Kottingbrunn eröffnet, damit ist die A 2 zwischen Wien und Kottingbrunn durchgehend mit vier Fahrstreifen pro Richtung ausgestattet.
Im Zuge dieses Ausbaues wurde auch die neue Anschlussstelle Bad Vöslau errichtet, deren Fertigstellung 2011 erfolgte. Als Nächstes soll der Abschnitt zwischen Leobersdorf und Wiener Neustadt generalsaniert werden.
Der Gutteil der Autobahn wurde aber ursprünglich je zweispurig mit verminderter Fahrbahnbreite und teils reduziertem Pannenstreifen ausgeführt und daher spöttisch als „Sparautobahn“ bezeichnet.

### Wechselabschnitt
Während die Führung von Wien nach Wiener Neustadt unstrittig war, war die Fortführung in die Steiermark in den späten 1960er Jahren sehr umstritten, möglich schien eine Führung über das Mittelburgenland nach Gleisdorf, was insbesondere für die burgenländischen Pendler ein großer Vorteil gewesen wäre, oder die kürzere, aber technisch schwierigere Route über den Wechsel. Letztendlich entschied man sich 1969 für die Wechsel-Trasse, seinerzeit „Oismüller-Sekanina-Trasse“ genannt. Die Bauetappe Grimmenstein – Friedberg wurde dann zwischen 1982 und 1985 trotz schwieriger geologischer Verhältnisse in nur 36 Monaten Bauzeit fertiggestellt. In Kauf genommen wurde bei dieser Trassierung eine Strecke mit relativ starken Steigungen und kleinen Kurvenradien. In Kombination mit den oft schwierigen Witterungsverhältnissen gilt der Wechselabschnitt als recht unfallträchtig.

### Oststeiermark
Die Strecke zwischen Hartberg und Gleisdorf wurde vorerst nur auf der Trasse der Richtungsfahrbahn Wien errichtet und im Gegenverkehr betrieben. Der unter Bautenminister Sekanina vollzogene Halbausbau wurde als vierspurige Straße ohne Mitteltrennung und ohne Pannenstreifen ausgeführt. Der Vollausbau des 42 Kilometer langen Abschnitts erfolgte nach zahlreichen schweren Verkehrsunfällen, die durch die fehlende bauliche Trennung der Fahrstreifen mit verursacht wurden. Im Zuge des Ausbaus auf Autobahnquerschnitt wurden die bestehenden Brücken Bad Waltersdorf, Talübergang Arnwiesen und Lahnbach durch eine zweite ergänzt. 2023 wurde vor dem Rastplatz Hainersdorf eine Wildbrücke errichtet.

### Packabschnitt

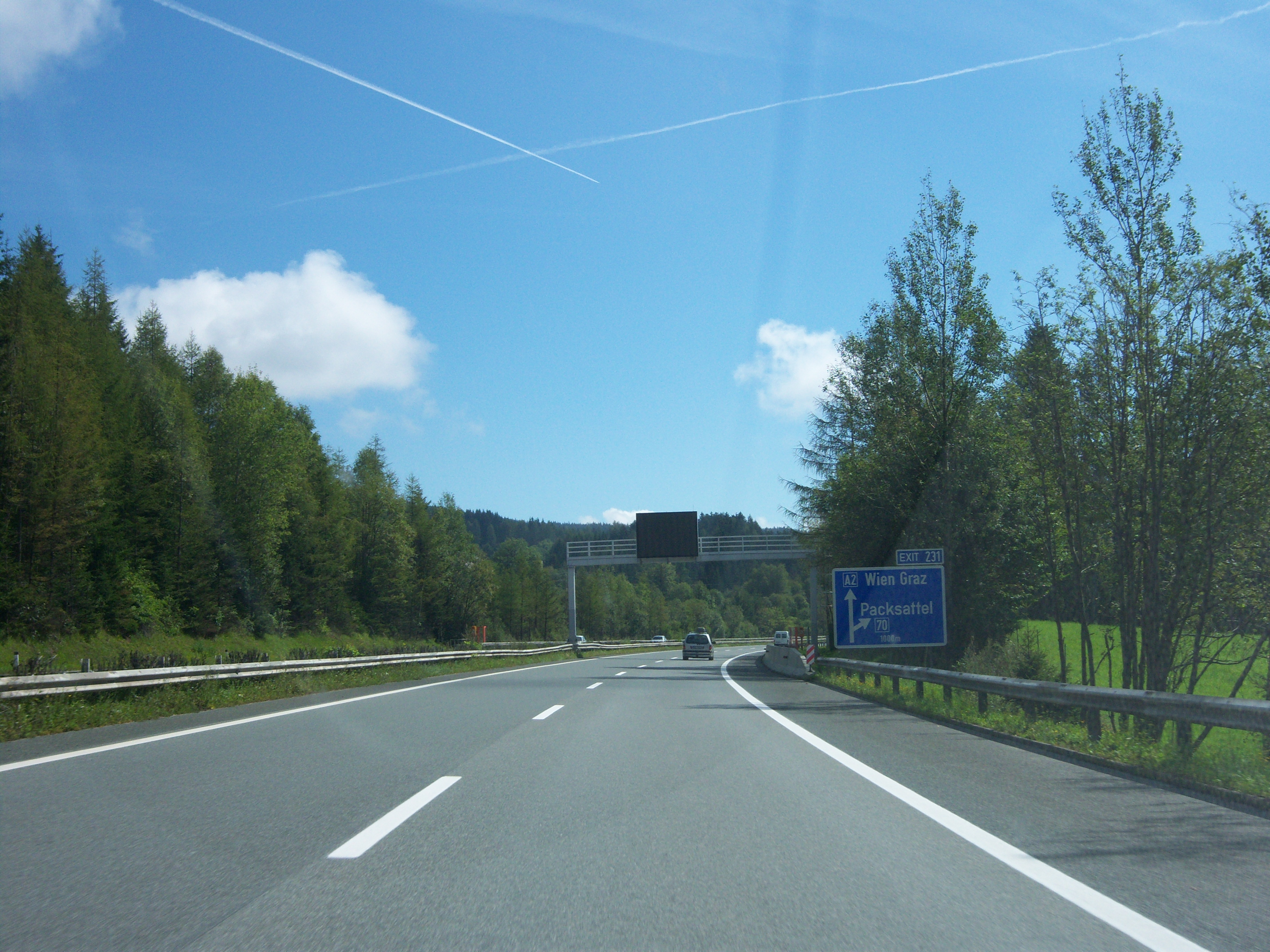
A 2 im Packabschnitt

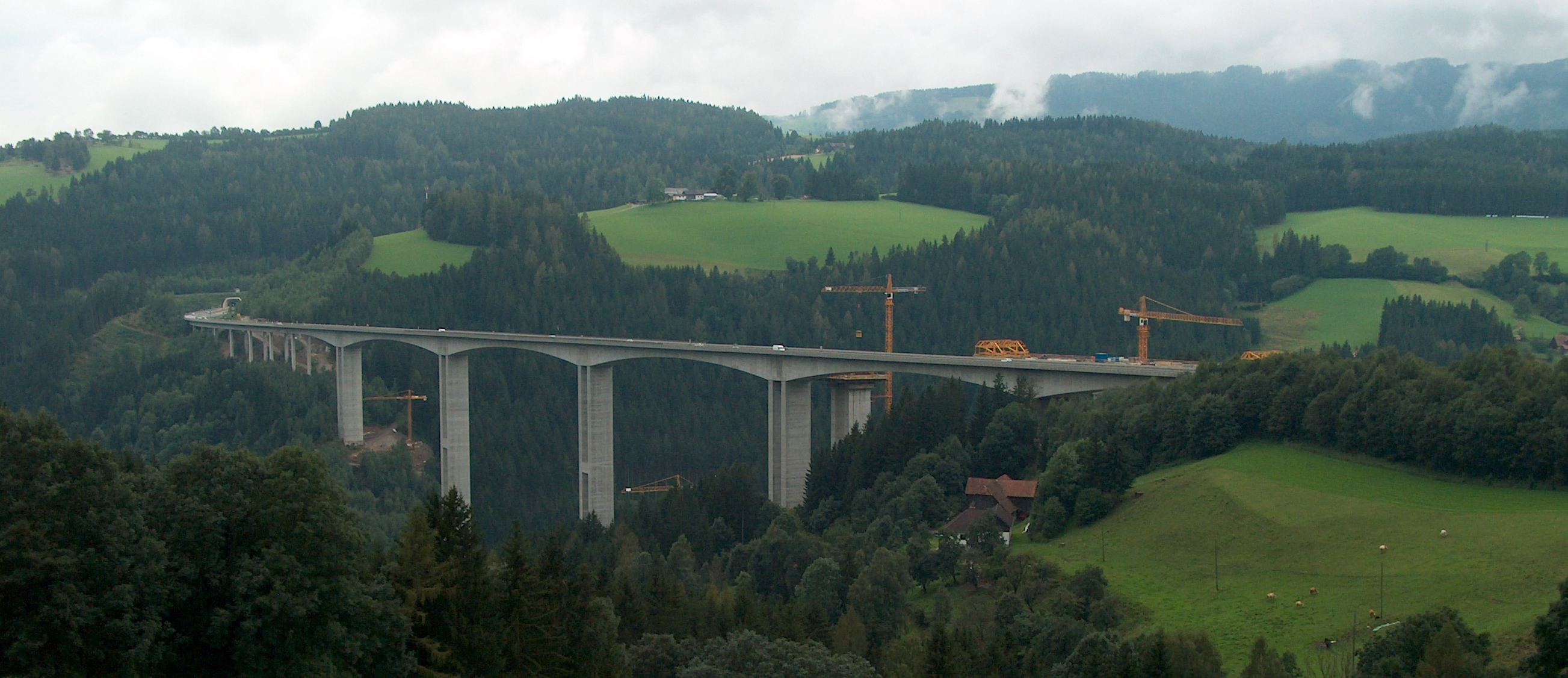
Talübergang Lavant (zweite Brücke) in Bau, August 2005

Eine Besonderheit für Österreich stellen die ursprünglichen Planungen für den „Packabschnitt“ dar, wie die Autobahn über die Packalpe zwischen den Anschlussstellen Mooskirchen und Packsattel bezeichnet wird.
Ebenfalls als „Sparautobahn“ gebaut wurde der Packabschnitt zwischen Mooskirchen und Modriach, der vorerst nur auf der bergwärts führenden Trasse errichtet wurde, sowie der Abschnitt zwischen Bad St. Leonhard und Wolfsberg-Nord. Die Bauarbeiten zogen sich über zehn Jahre hin.
Der alte Autobahnbereich, auf welchem früher vier Fahrstreifen ohne Pannenstreifen die komplette Autobahn darstellten, war als Richtungsfahrbahn Italien geplant. Die Richtungsfahrbahn Wien sollte nach dem Herzogbergtunnel auf die vom Fahrer aus gesehen linke Seite der Autobahn wechseln und in einem teilweise relativ weit getrennten Bereich von der anderen Richtungsfahrbahn talwärts führen. Dabei war auch eine gänzlich andere, mehr dem Gelände angepasste, Trasse geplant. Der Hintergedanke dieser Planung war, dass lediglich für den bergwärts fahrenden Verkehr, und da vor allem dem Schwerverkehr, geringe Steigungsstrecken ermöglicht werden sollen. Dem talwärts fahrenden Verkehr wurde eine kurvenreichere, steilere Strecke zugemutet.
Als in den 1990er Jahren das Verkehrsaufkommen stieg und somit der Ausbau immer nötiger wurde, entschied man sich dann aber doch, die zweite Fahrbahn neben der bereits fertigen zu bauen. Die Gründe dafür waren, dass man entlang der bereits genutzten Trasse am wenigsten Natur zerstören würde und eine Fahrspur als Bauspur verwenden konnte. Dies machte auch den aufwändigen Bau spezieller Baustraßen überflüssig. In Kauf nehmen musste man jedoch den Bau vieler Brücken und Ankerwände. Die einröhrigen Tunnel Herzogbergtunnel und Gräberntunnel erhielten im Zuge dieses Ausbaus eine zweite Röhre, ebenfalls der Kurztunnel Assingberg, und beim Talübergang Lavant wurde eine zweite Brücke errichtet. Der Ausbau des Packabschnitts zu einer Vollautobahn wurde in der Steiermark am 28. Juni 2007 freigegeben und in Kärnten Anfang Dezember 2007 abgeschlossen.

### Anschlussstellen
Eine neue Anschlussstelle wurde zwischen Wiener Neudorf und dem Knoten Guntramsdorf zur Anbindung des Industriezentrums Niederösterreich Süd gebaut. Während sich die Verhandlungen und die Planung lange Jahre hinzogen, wurde der Bau in relativ kurzer Zeit Anfang Dezember 2008 fertiggestellt. Finanziert wurde er nicht nur durch ASFINAG und Land Niederösterreich, sondern auch durch ecoplus und ansässige Betriebe. Dadurch wird die Anschlussstelle in Wiener Neudorf vor allem vom Schwerverkehr entlastet.
2009 wurde die bisherige Halbanschlussstelle Traiskirchen zur Vollanschlussstelle ausgebaut.
In Kärnten war zwischen Völkermarkt-Ost und Völkermarkt-West eine weitere Anschlussstelle Völkermarkt-Mitte geplant, die die Seeberg Straße B 82 direkt an die Autobahn anbinden sollte. Mit Bescheid vom 31. März 2017 entschied das Verkehrsministerium, dass dafür keine Umweltverträglichkeitsprüfung durchzuführen ist. Schon 2015 zeichnete sich jedoch ab, dass das Projekt wegen des schlechten Kosten-Nutzen-Verhältnisses voraussichtlich nicht realisiert wird.

## Streckenbeschreibung

### Verlauf

#### Wien – Graz
Die Südautobahn beginnt am Knoten Inzersdorf und damit am Südfuß des Wienerbergs. Im weiten und flachen Wiener Becken geht es dann in weit geschwungenen Kurven südwärts, ehe südlich von Leobersdorf der östliche Wienerwaldrand tangiert wird. Weiter geht es ab etwa Bad Fischau wieder im flachen Steinfeld westlich vorbei an Wiener Neustadt bis zum Knoten Seebenstein, ab welchem die westliche Talflanke des Pittentals bis Petersbaumgarten (Anschlussstelle Grimmenstein) und sodann der östliche Talhang bis etwa über Unteraspang benutzt wird. Anschließend wendet sich die Trasse weiter ostwärts in die Bucklige Welt hinein und windet sich kurvenreich über zahlreichen Seitengräben bzw. den darüberliegenden Geländerücken zum Kulminationspunkt nördlich des Hartbergs bei der Raststation Zöbern. Nach westlichem Passieren des Beckens von Schäffern setzt sich die Autobahn an der westlichen Talflanke des Sulzbachgrabens fort und überbrückt  hoch über Schäffernsteg das Pinkatal. Hernach tritt die Autobahn in das Oststeirische Hügelland ein, dem südwärts auf Riedeln, dem Lafnitztal und  – ab nächst Hartberg – dem Safental gefolgt wird. Bei Bad Waltersdorf überquert die Straße den breiten Höhenrücken zum weiten Feistritztal, nach dessen Passage sie sich westwärts im Ilztal Richtung Sinabelkirchen wendet. Der Hügelrücken zum Raabtal wird überwunden, Letzterem bis Gleisdorf gefolgt und in der Furche des Nestelbachs (Laßnitzbach) parallel zur Steirischen Ostbahn bei Nestelbach der Rücken zu einem Seitengraben des Murtals erreicht, in welchem der Abstieg bis zum Grazer Becken (Autobahnknoten Graz-Ost) erfolgt.

#### Graz – Packsattel
Nach Querung des flachen Grazer Beckens (und der Mur) geradlinig westwärts wird der Knoten Graz-West erreicht, ab dem einigermaßen parallel zur Köflacher Bahn über einen Geländerücken ins Kainachtal, das bei Mooskirchen (auf etwa 350 m ü. A.) für den etwa 700 Höhenmeter umfassenden Rampenanstieg auf die Pack wieder verlassen wird. Zunächst geht es in den Vorbergen der Koralpe, zahlreiche Seitengräben querend, südwärts, und die Anhöhe von Hochstrassen wird bis zur Anschlussstelle Steinberg in einer Schleife umfahren. Hoch über und an den südlichen Seitengräben des Scharasbachtals entlang wird bei der Straßenmeisterei Unterwald die Südflanke des Teigitschtals erreicht, der ebenfalls hoch über dem Talgrund und Seitengräben ins Nießenbachtal hinein gefolgt wird. Mit dem Herzogbergtunnel wird dann der Höhenrücken nach Modriach ins Einzugsgebiet des Packer Baches unterfahren. Südlich hoch über dessen Stausee wird der Höhenrücken zu seinem Oberlauf im Mitterbergtunnel (und der Bach mit der Packerbachbrücke) passiert und schließlich mit dem Kalcherkogeltunnel der Streckenscheitel unter dem Höhenzug des Packsattels erreicht.

#### Packsattel – Villach
Hoch über der Nordflanke des Auerlingbaches strebt die Trasse weiter westwärts Richtung Lavanttal, das mit dem imposanten Talübergang Lavant bei Twimberg  165 m über dem Talgrund überbrückt wird. Unmittelbar danach durchstößt die Südautobahn im Gräberntunnel den Bergrücken zum Auenbachtal, entlang dessen Ostabhang weiter Höhe ins südliche Lavanttal hinein verloren wird. Nach der Umfahrung von Wolfsberg verbleibt die Straße am Westrand des Talbodens bis etwa St. Andrä, von wo aus Südausläufer der Saualpe bis ins Wölfnitzbachtal mit seinem Hauptort Griffen überquert werden. Dabei werden unter anderem das Granitzbachtal überbrückt und 3 Geländerücken durchbohrt. Nach Griffen nützt die Südautobahn weiter westwärts im nördlichen Hinterland von Völkermarkt weitgehend flachere Geländetopographien, ehe sie über die Trixenbachniederung und den Krampelgraben den Ostrand des Klagenfurter Feldes bei Wabelsdorf erreicht. Die Gurk wird überschritten und am südlichen Fuße des Maria Saaler Berges der Klagenfurter Flughafen sowie Klagenfurt im Norden und Westen der Stadt umfahren. Da es hier eine Führung an der Oberfläche zu vermeiden galt, grub man den Ehrentalerbergtunnel bis zur Anschlussstelle Klagenfurt-Nord, um dann weiter teils als Unterflurtrasse das Kreuzbergl-Massiv westlich bis zum Knoten Klagenfurt-West zu umrunden. Ab hier hält sich die Autobahn an die zum Wörthersee im Norden abfallenden Berghänge zur Schonung des Ufersaums. Bei Velden verlässt die Trasse das Landschaftsbecken des Sees und hält sich im nördlichen Hinterland des Drautals an flache Gewässersenken, um bei Wernberg die dortige Drauschleife zu tangieren. Kurz darauf mündet die Südautobahn in den Knoten Villach.

#### Villach – Arnoldstein (Staatsgrenze Italien)
Südlich des Knotens Villach wird die Drau an der Gailmündung gequert und am östlichen Bergfuß dem Gailtal bis zur Überbrückung des Gewässers in der Talenge vor Gödersdorf gefolgt. Nun verläuft die Trasse westwärts kurz an der Nordseite, dann wieder an der Südseite des Flusses im Bergsturzgebiet des Dobratsch und wendet sich bei der Anschlussstelle Gailtal südwärts in das Gailitztal. Die eingeschnittene Gailitz wird dreimal übersetzt, davon zweimal südlich von Arnoldstein, um auf das Plateau von Thörl-Maglern nördlich über dem eingeschnittenen Fluss zu gelangen und parallel zur Rudolfsbahn die Staatsgrenze zu Italien nächst Tarvisio zu erreichen.

### Autobahnzubringer
Die Süd Autobahn hat zwei Autobahnzubringer: Graz-Ost und Klagenfurt-West. Diese Straßen haben jeweils mehrere eigene Anschlussstellen und sind somit eigene Autobahnen. Trotzdem gelten diese Zubringer als Teil der A 2. Obwohl beide ziemlich gleich gebaut sind, ist die Geschichte der beiden eine völlig verschiedene.

#### Graz

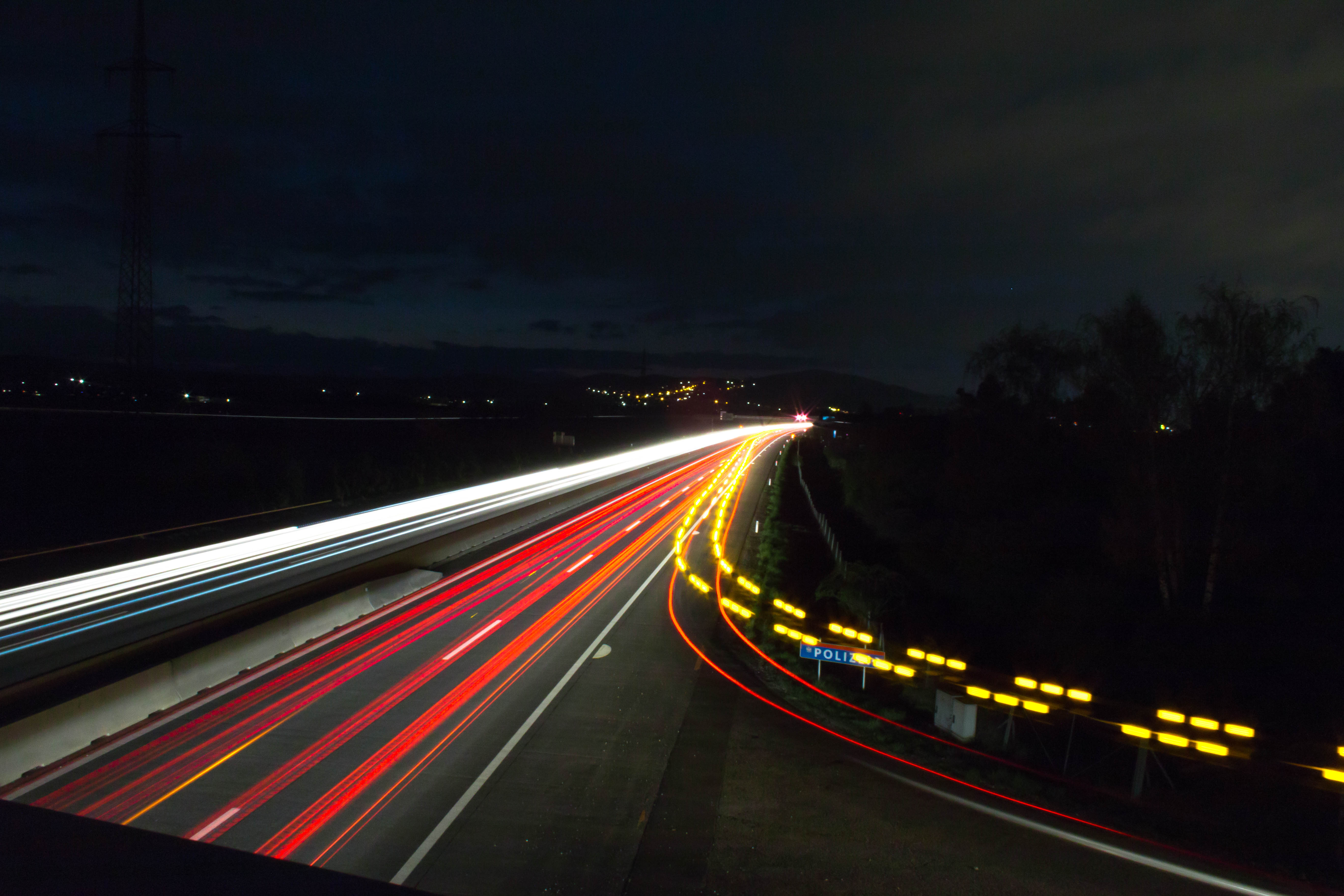
Eine Langzeitbelichtung der Süd Autobahn bei Graz

Der Autobahnzubringer Graz-Ost wurde ursprünglich als S 39 geplant, jedoch wurde er nie in S 39 umbenannt.
Bis 2005 führte der Zubringer bis nach Graz-Liebenau. Mit Errichtung des Einkaufszentrums Murpark und einer P+R-Anlage direkt am Zubringer wurde der Wunsch nach einer eigenen Anschlussstelle und nach einer Straßenbahnverbindung laut. Deshalb entschied man sich, das Ende des Autobahnzubringers Graz-Ost vorzuverlegen und am vorgezogenen Ende „Sternäckerweg“ eine ampelgeregelte Kreuzung zu errichten. Die Straße vom Murpark bis zur Merkur Arena, die vorher Teil des Zubringers war, erhielt den Namen „Liebenauer Tangente“.
Im September 2012 begannen die Bauarbeiten zum „Umbau des Autobahnknotens Graz-Ost“: ASFINAG und Land Steiermark bauten den Zubringerknoten bis Herbst 2013 zu einem Vollanschluss um. Die Kirchbacher Straße B 73 und die Raabastraße L370 wurden im Süden über die neu errichtete Grambacherstraße L390 angebunden. Die Gesamtbaukosten  betrugen mehr als 24 Mio. Euro.

#### Klagenfurt

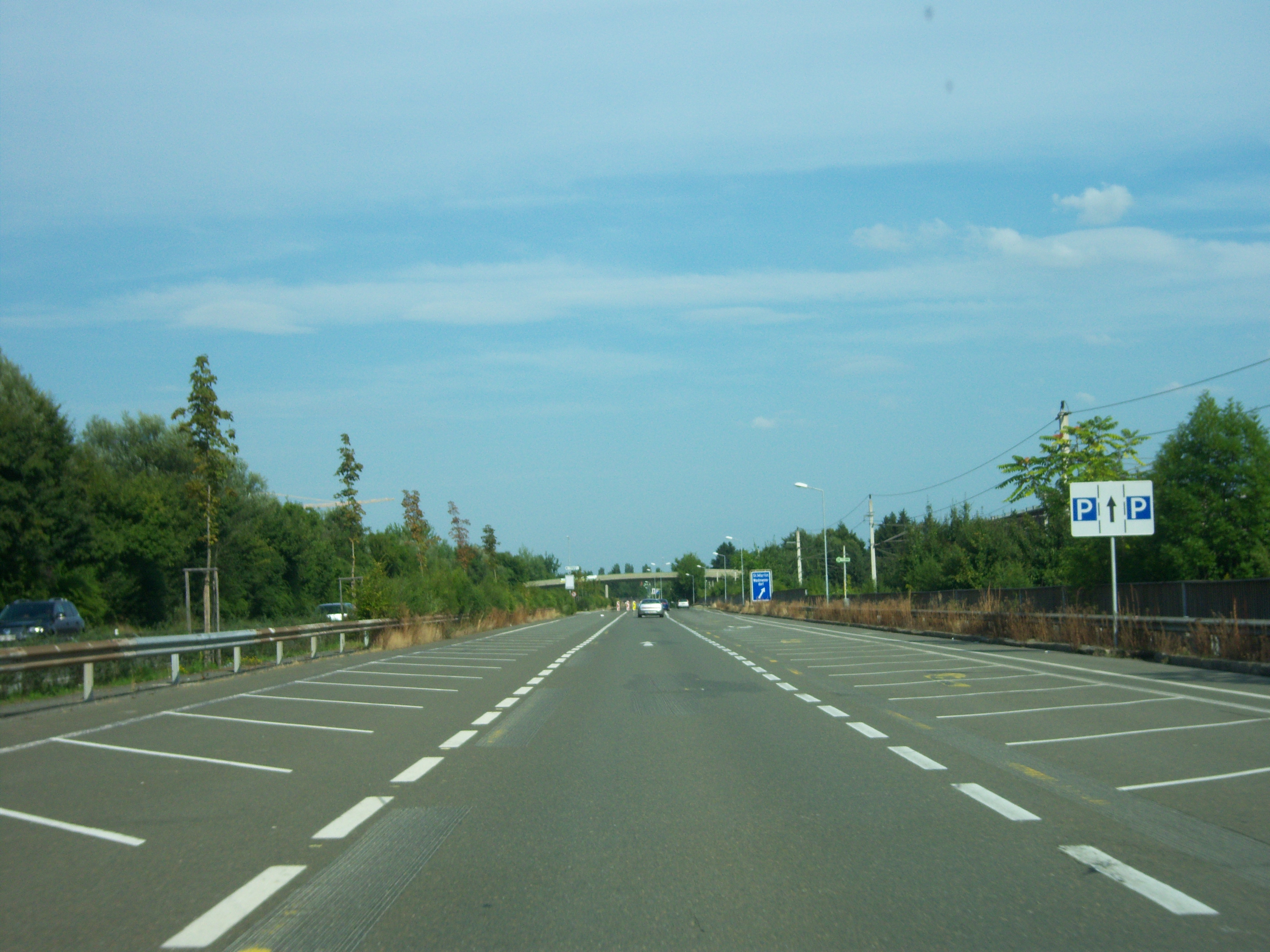
Zum Parkplatz umfunktionierte Richtungsfahrbahn der A 2 am Zubringer Klagenfurt

Der Zubringer Klagenfurt-West ist die ursprünglich geplante A 2 im Raum Klagenfurt, man wollte die A 2 durch das Stadtgebiet von Klagenfurt bauen. Die A 2 wäre dann eine sogenannte Stadtautobahn geworden. 1972 wurde der Abschnitt zwischen dem Autobahnende August-Jaksch-Straße und Krumpendorf eröffnet.
Mit den Plänen zum Weiterbau stieß man auf erbitterten Widerstand der Klagenfurter Bevölkerung. Also wurde eine andere Lösung gesucht und gefunden: die Klagenfurter Nordumfahrung, die 1995/96 eröffnet wurde. Fast die Hälfte der 12 km langen Strecke (5,73 km) ist als Tunnel bzw. Unterflurtrassen ausgeführt. Es war eines der ersten Autobahnprojekte in Österreich, wo Tunnels gezielt zum Lärmschutz der Anrainer gebaut wurden.
Die Klagenfurter Nordumfahrung mündet jedoch erst am Knoten Klagenfurt-West in die bestehende A 2. Deshalb wurde aus der alten Strecke der Zubringer Klagenfurt-West.
Die Strecke zwischen der August-Jaksch-Straße und der Anschlussstelle Klagenfurt Wörthersee übergab man im Jahr 2002 an die Kärntner Landesverwaltung. Sie ist deshalb eine Landesstraße und mautfrei. Aufgrund des geringen Verkehrsaufkommens von durchschnittlich 10.000 Fahrzeugen wird der Verkehr nur auf der nördlichen Richtungsfahrbahn geführt. Die frei gewordene Fläche auf der südlichen Richtungsfahrbahn wird seitdem als Parkplatz benutzt.

## Autobahnknoten
Die Süd Autobahn hat Verbindung zu insgesamt zehn weiteren Autobahnen bzw. Schnellstraßen. Eine weitere Verbindung (Knoten Riegersdorf/S 7) ist im Bau. Rechnet man die Autobahnzubringer mit, gibt es entlang der Autobahn aktuell zehn Knoten.

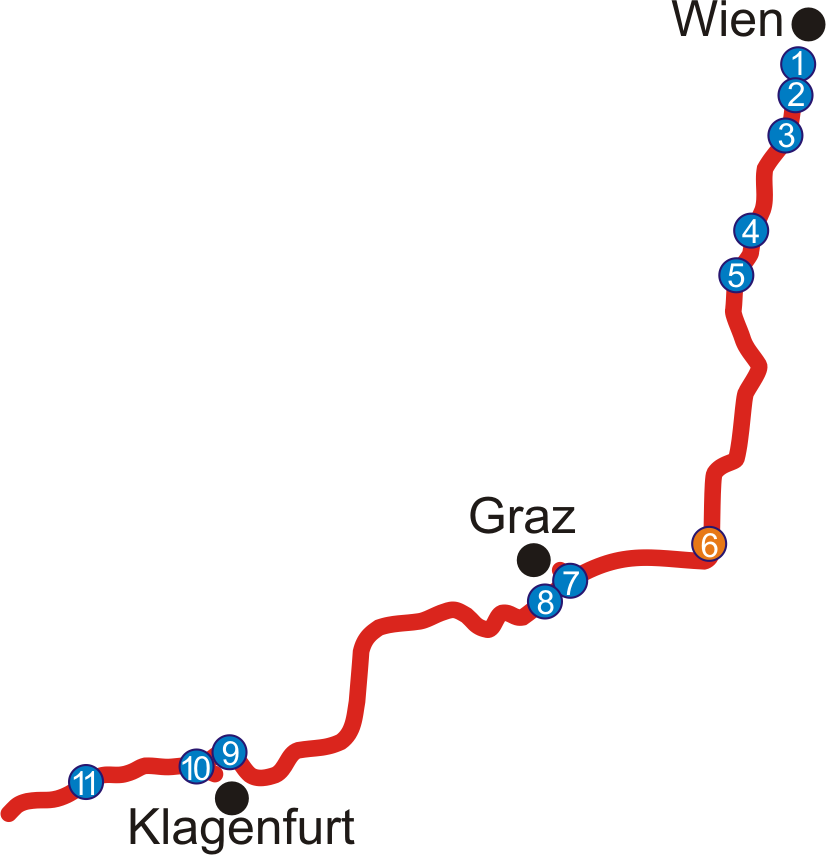
Knoten an der A 2
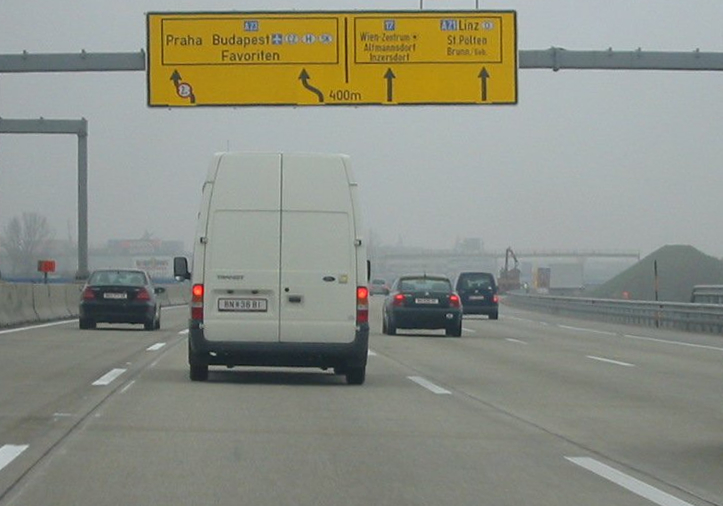
Knoten Vösendorf während der Bauarbeiten
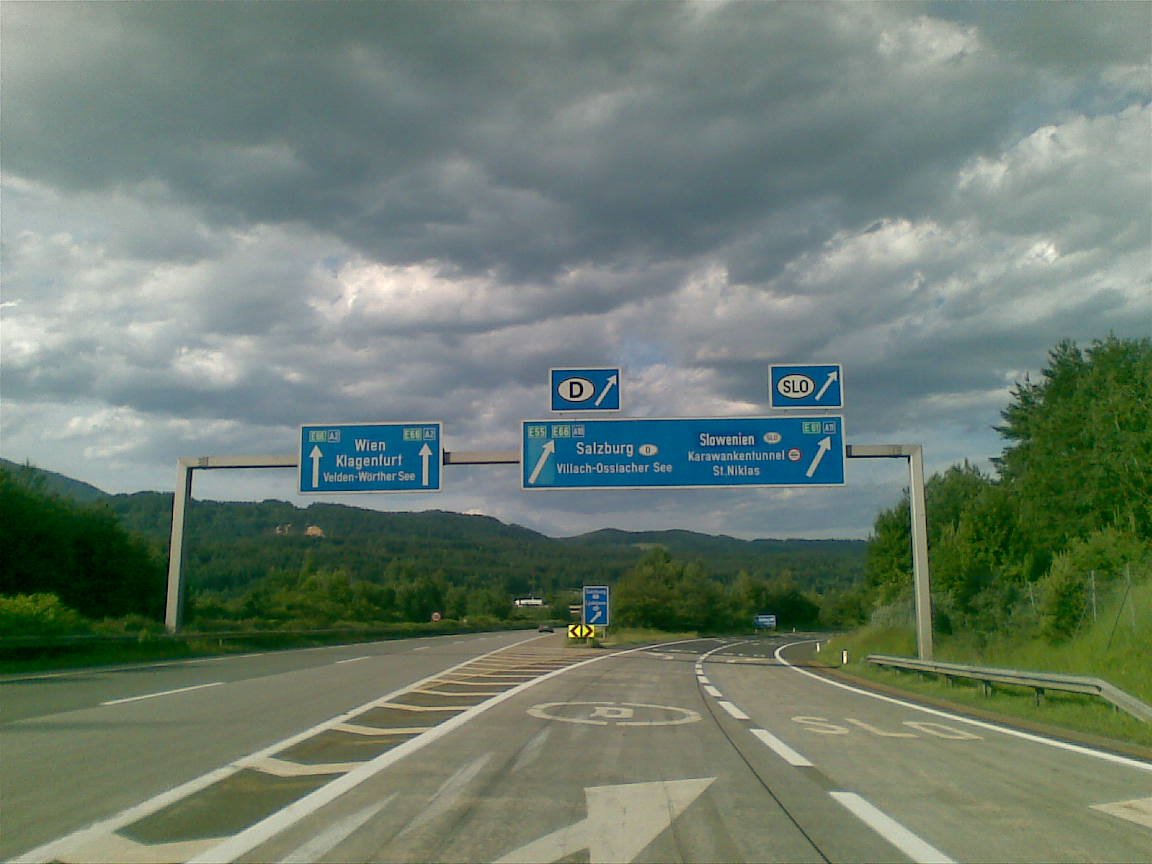
Knoten Villach von Italien kommend
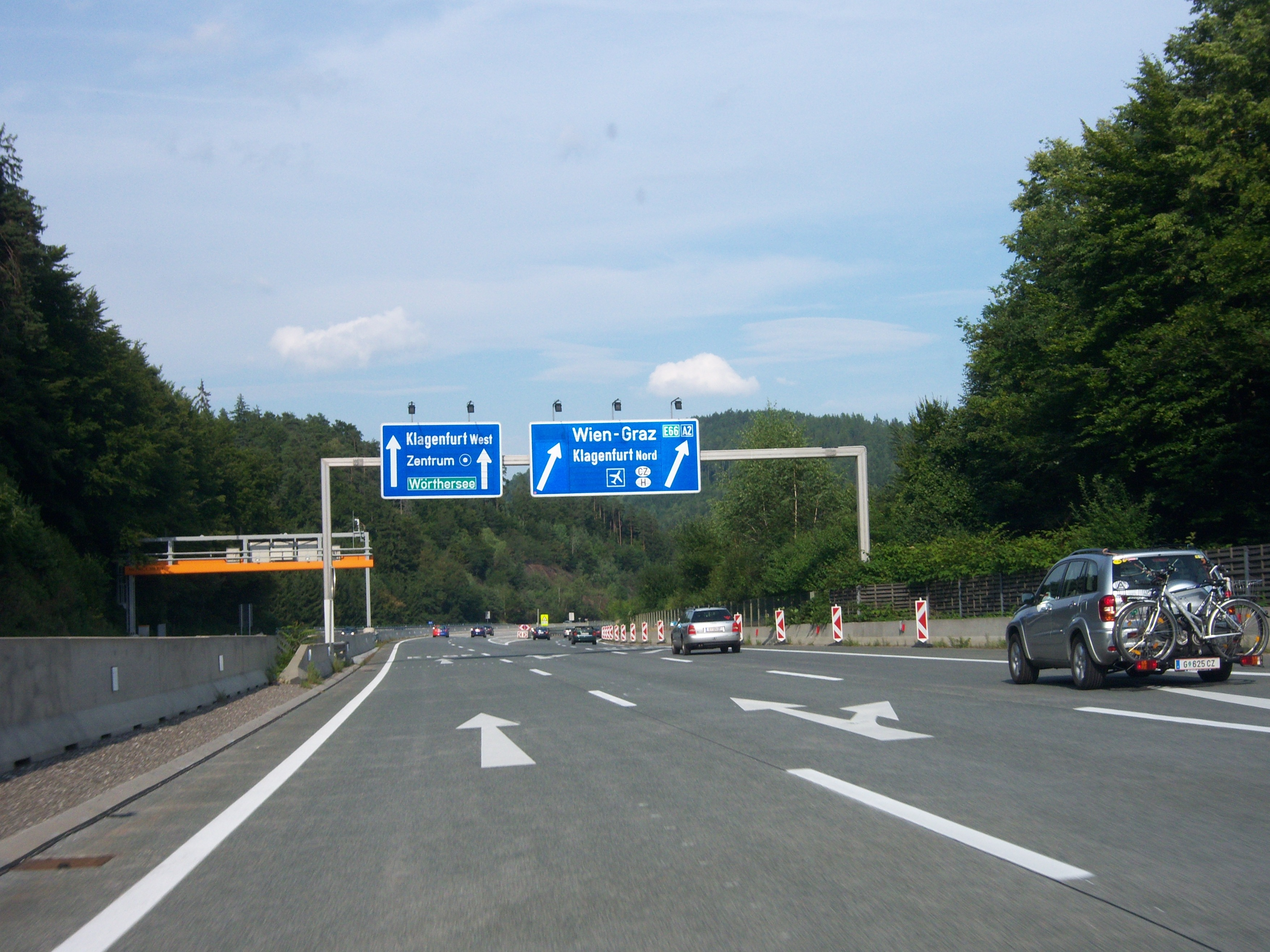
Knoten Klagenfurt-West

### Inzersdorf und Vösendorf
Der Knoten Inzersdorf verbindet die Süd Autobahn mit der Autobahn Südosttangente Wien A 23. Der Knoten Vösendorf verbindet die A 2 mit der Wiener Außenring Autobahn A 21. Die Anbindung der Wiener Außenring Schnellstraße S 1 an den Knoten Vösendorf erfolgte Ende April 2006.
Im Zuge des vierspurigen Ausbaus der A 2 wurde auch der Knoten Vösendorf und der Bereich bis zum Knoten Inzersdorf umgebaut. In Fahrtrichtung Wien muss man sich schon vor dem Knoten Vösendorf entscheiden, ob man beim Knoten Inzersdorf auf den Altmannsdorfer Ast in Richtung Wiental / Altmannsdorf oder auf der Südosttangente in Richtung Favoriten fahren wird. Hier erfolgt die Aufteilung des Verkehrs für den Knoten Inzersdorf schon am Knoten Vösendorf, denn beide Relationen werden ab diesem als zwei baulich getrennte, jeweils zweispurige Fahrbahnen bis zur A 23 geführt. Am Knoten Vösendorf gibt es deswegen von der Wiener Außenring Autobahn und der Wiener Außenring Schnellstraße kommend je zwei Rampen auf beide Fahrbahnen. Dies soll im Bereich zwischen der beiden Autobahnknoten unnötige und bei hohem Verkehrsaufkommen gefährliche Spurwechsel verhindern und somit zu flüssigeren Vorankommen führen. Zum Erreichen des gleichen Ziels gilt ein Tempolimit von 80 km/h in diesem Bereich. In Fahrtrichtung Graz sind beide Knoten verkehrstechnisch nicht miteinander verknüpft. Von der Wiener Südosttangente kommend, nehmen vier Fahrstreifen den Verkehr auf und passieren den Knoten Vösendorf mit allen vier Fahrstreifen. Zwischen Knoten Vösendorf und der Anschlussstelle Mödling/SCS existiert neben der vierspurigen Richtungsfahrbahn Graz eine zweispurige Kollektorfahrbahn. Richtung Süden muss man daher schon nach dem Knoten Vösendorf auf die „Kollektorfahrbahn“ wechseln, wenn man Richtung Mödling/SCS abfahren will.

### Guntramsdorf
Ursprünglich war die Südost Autobahn A 3 bis nach Wien zur Südosttangente geplant, wurde jedoch nur bis zur Süd Autobahn beim Knoten Guntramsdorf gebaut. Der Knoten ist als Autobahngabelung ausgeführt, da die Hauptverkehrsrichtung dieses Knotens von der A 3 auf die A 2 Richtung Wien und umgekehrt ist. Eine Möglichkeit die gegenteilige Fahrbeziehung zu nutzen besteht, indem man einen Umweg über die nördlich des Knoten Guntramsdorf gelegene Raststation fährt, jedoch ist der Bedarf nach dieser Verbindung minimal.

### Wiener Neustadt
Der Knoten Wiener Neustadt verbindet die A 2 mit der Mattersburger Schnellstraße S 4 sowie mit der Wiener Neustädter Straße. Die A 2 kreuzt hier die als Neunkirchner Allee bekannte Landesstraße B 17. Eröffnet wurde der Autobahnknoten am 19. Dezember 1964. Damals war die Süd Autobahn Richtung Graz wie auch die S 4 nur im Halbausbau befahrbar. Die S 4 führte nur bis zur Anschlussstelle Wiener Neustadt-Süd und war somit lediglich eine verlängerte Ausfahrt. Am 25. Juli 1975 wurde der Vollausbau des Knotens sowie der A 2 und der S 4 in diesem Bereich eröffnet.

### Seebenstein
Der Knoten Seebenstein stellt die Verbindung der Süd Autobahn mit der Semmering Schnellstraße S 6 her. Da die S 6 Richtung Osten nach wenigen Metern an der Wechsel Straße B 54 endet dient der Knoten auch als Anschlussstelle nach Seebenstein. Die A 2 Richtung Graz ist ab diesem Knoten bis Gleisdorf-West mit Ausnahme von Kriechspuren bei Steigungstrecken nur mehr zweispurig. Die Hauptverkehrsrichtung ist die A 2 von Wien kommend zur S 6 und umgekehrt. Diese Verbindung ist jeweils zweispurig mit groß angelegtem Verflechtungsbereich gebaut.

### Riegersdorf
Der 2021 fertiggestellte Knoten Riegersdorf verbindet die A 2 mit der am 22. März 2024 teilweise eröffneten Fürstenfelder Schnellstraße S 7, welche die Gleisdorfer Straße B 65 bis zur Staatsgrenze nach Ungarn bei Heiligenkreuz/Szentgotthárd entlasten soll.

### Graz-Ost

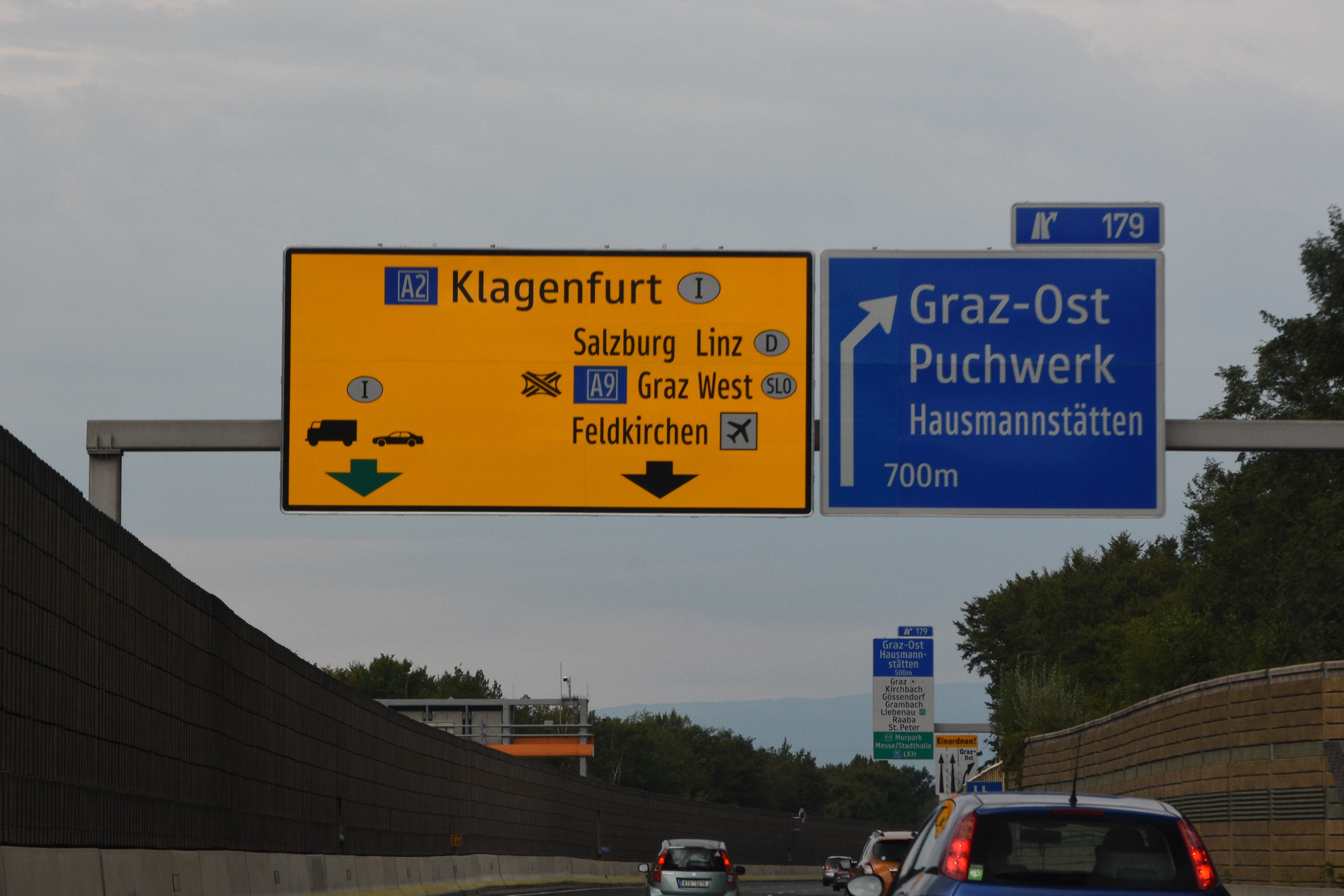
Graz-Ost/Abfahrt 179 (2017)

Der Knoten Graz-Ost verbindet die A 2 mit dem Autobahnzubringer Graz-Ost in Thondorf. Der Knoten ist in der Bauform als Trompete ausgeführt. Die Süd Autobahn hat im Bereich Graz-Ost drei Fahrspuren pro Richtung. Jeweils die rechte Fahrspur aus jeder Richtung zweigt beim Knoten Graz-Ost zum Zubringer ab und kommt nach dem Knoten wieder vom Zubringer zur Hauptfahrbahn der Süd Autobahn hinzu. Vor allem im Berufsverkehr am Morgen und am Nachmittag fließt etwa die Hälfte des Verkehrs von der A 2 auf den Zubringer Graz-Ost bzw. umgekehrt.
Am 2. Dezember 2013 wurde der umgebaute Knoten Graz-Ost eröffnet. Die neue Anschlussstelle Hausmannstätten wurde in den bestehenden Knoten integriert. Von der Autobahn gibt es jetzt eine Direktverbindung zur Kirchbacher Straße B 73 und zur L 370. Zusätzlich wurden Entflechtungsmaßnahmen durchgeführt, um die Abfahrt auf die Anschlussstelle Puchwerk zu erleichtern.
Die Kosten des mit 75.000 bis 80.000 Fahrzeugen tägliche frequentierten Knotens betrugen 24 Mio. Euro. Die Bauzeit betrug ungefähr ein Jahr. Im Herbst 2012 wurde mit ersten Baumaßnahmen begonnen, Ende Februar 2013 startete die Hauptbauphase.

### Graz-West
Der Knoten Graz-West ist mit über 100.000 Fahrzeugen durchschnittlichem täglichem Verkehr der am meisten befahrene Autobahnknoten in der Steiermark. Der Knoten verbindet die Pyhrn Autobahn A 9 mit der Süd Autobahn A 2. Die Verbindungen A 2 aus Richtung Klagenfurt – A 9 Richtung Linz und A 2 aus Richtung Wien – A 9 Richtung Slowenien sind als Malteserkreuz ausgeführt, die anderen Verbindungen als Kleeblatt. Ebenso wie am Knoten Graz-Ost ist jeweils der rechte Fahrstreifen aus jeder Richtung auch der Abbiegestreifen bzw. der hinzukommende Fahrstreifen, ausgenommen die A 9 Richtung Slowenien, da die Autobahn in diese Richtung nur zwei Fahrstreifen besitzt.
Eine Besonderheit am Knoten Graz-West ist, dass trotz der Bauausführung als halbes Malteserkreuz das Autobahnkreuz auf zwei Ebenen gebaut werden konnte. Möglich wurde dies dadurch, dass die Rampen des Malteserkreuzes den Knoten nicht im Zentrum schneiden, sondern etwas aus der Mitte versetzt. Dadurch kann die Süd Autobahn auf einer Brücke gequert werden, die Pyhrn Autobahn als Unterführung.

### Klagenfurt-Nord

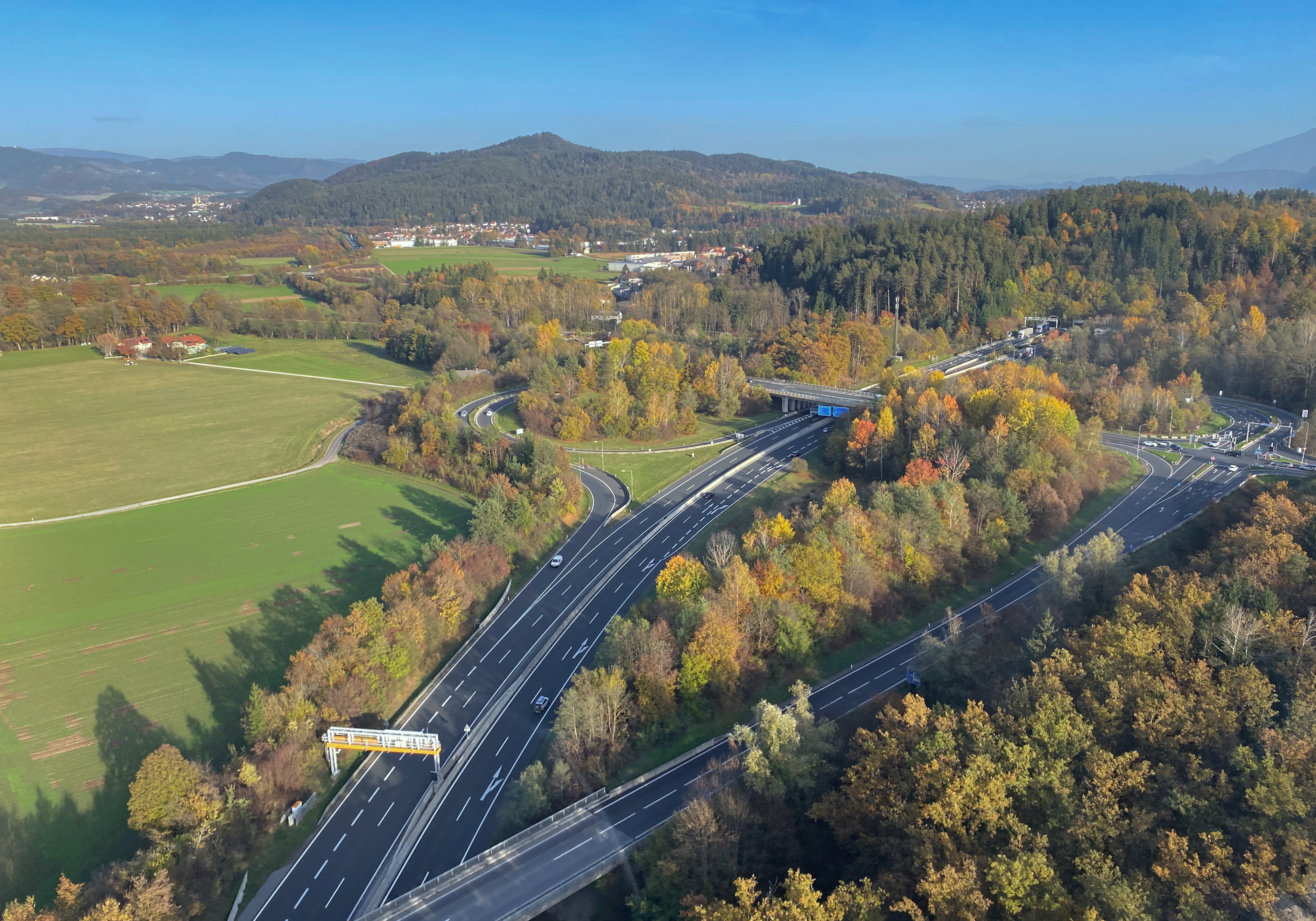
Luftaufnahme des Knoten Klagenfurt-Nord
Im Bild: Die A2, die S37 (Brücke über die Autobahn), die B95 (von unten kommend) und die Straßenkreuzung mit der B83 (rechts)

Der Knoten Klagenfurt-Nord verbindet die A 2 mit der Klagenfurter Schnellstraße S 37. Derzeit (Stand Ende 2014) ist der Knoten noch wie die ehemalige Anschlussstelle Klagenfurt-Nord ausgeführt, welche die Süd Autobahn mit der Friesacher Straße B 317 verband. Laut Planungen der ASFINAG wird die seit 1. Jänner 2007 durch Umbenennung der B 317 existierende Schnellstraße S 37 an einem erst zu bauenden Autobahnknoten an die Süd Autobahn A 2 angebunden. Bis dies passiert, ist die Anschlussstelle Klagenfurt-Nord auch der Knoten Klagenfurt-Nord.

### Klagenfurt-West
Der Knoten Klagenfurt-West verbindet die Süd Autobahn mit dem Autobahnzubringer Klagenfurt-West. Die A 2 aus Richtung Villach und der Autobahnzubringer Richtung Klagenfurt sind am Knoten die durchgehende Verbindung, da die Nordumfahrung Klagenfurt erst später gebaut wurde. Bei der Generalsanierung der Autobahn in diesem Bereich im Jahr 2004 wurde auch die Beschilderung und die Bodenmarkierungen geändert, weil es immer wieder vorgekommen ist, dass Autofahrer am Knoten stehen geblieben sind oder sich verfahren haben. In Richtung Wien wurden schon zwei Kilometer vor dem Knoten Schilder aufgestellt, die darauf hinweisen, dass man in Richtung Wien abbiegen muss.

### Villach
Der Knoten Villach stellt die Verbindung zwischen der Tauern Autobahn A 10, der Karawanken Autobahn A 11 und der Süd Autobahn her. Der flächenmäßig größte Knoten in Österreich ist auch einer der am besten ausgebauten. Bis auf die Rampe von der A 11 auf die A 2 Richtung Italien sind alle Linksabbiegerelationen mit halbdirekten Rampen ausgestattet. Auch an den extrem verkehrsstarken Ferienreisewochenenden kommt es am Knoten nie zu Staus. Außerdem besteht eine Auffahrtsrampe von der Kärntner Straße B 83 aus Richtung Villach auf die A 2 Richtung Süden. Ursprünglich war der Knoten ein Autobahndreieck. Erst mit der Eröffnung der Karawanken Autobahn 1991 wurde der Knoten zum Autobahnkreuz.

## Section Control

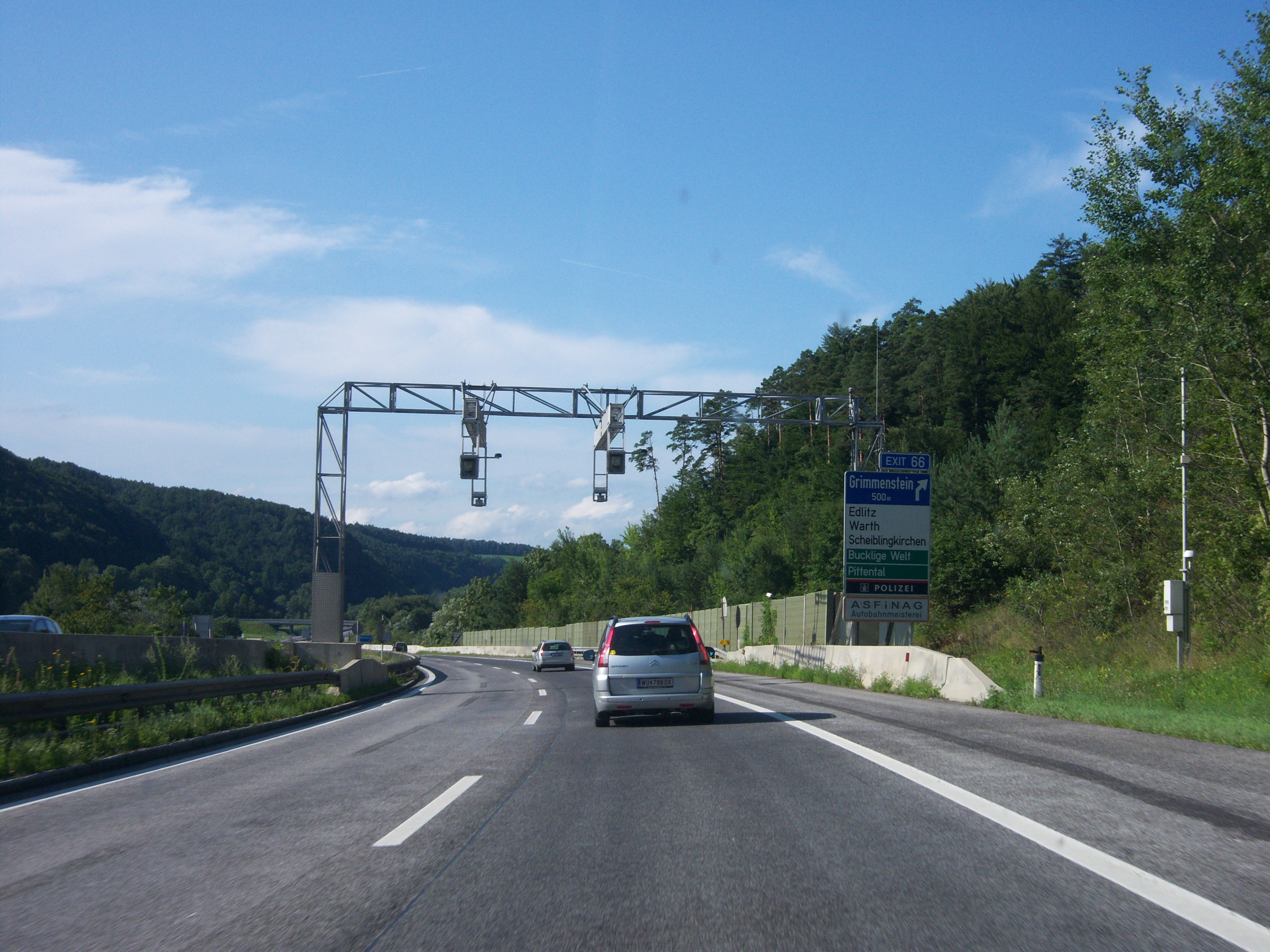
Section Control am Wechsel

Da der Autobahnabschnitt über den Wechsel durch Wettereinflüsse sehr unfallträchtig ist, wurde ab Herbst 2004 eine durch Section Control überwachte Geschwindigkeitsbegrenzung eingeführt, wobei sich das Tempolimit nach den Wetterverhältnissen richtet und die Geschwindigkeitsmessungen jeweils angepasst werden.
Seit Juni 2009 wird der Ehrentalerbergtunnel bei Klagenfurt mittels Section Control überwacht, wodurch die Unfallhäufigkeit im Tunnel stark reduziert werden konnte.

## Feinstaub

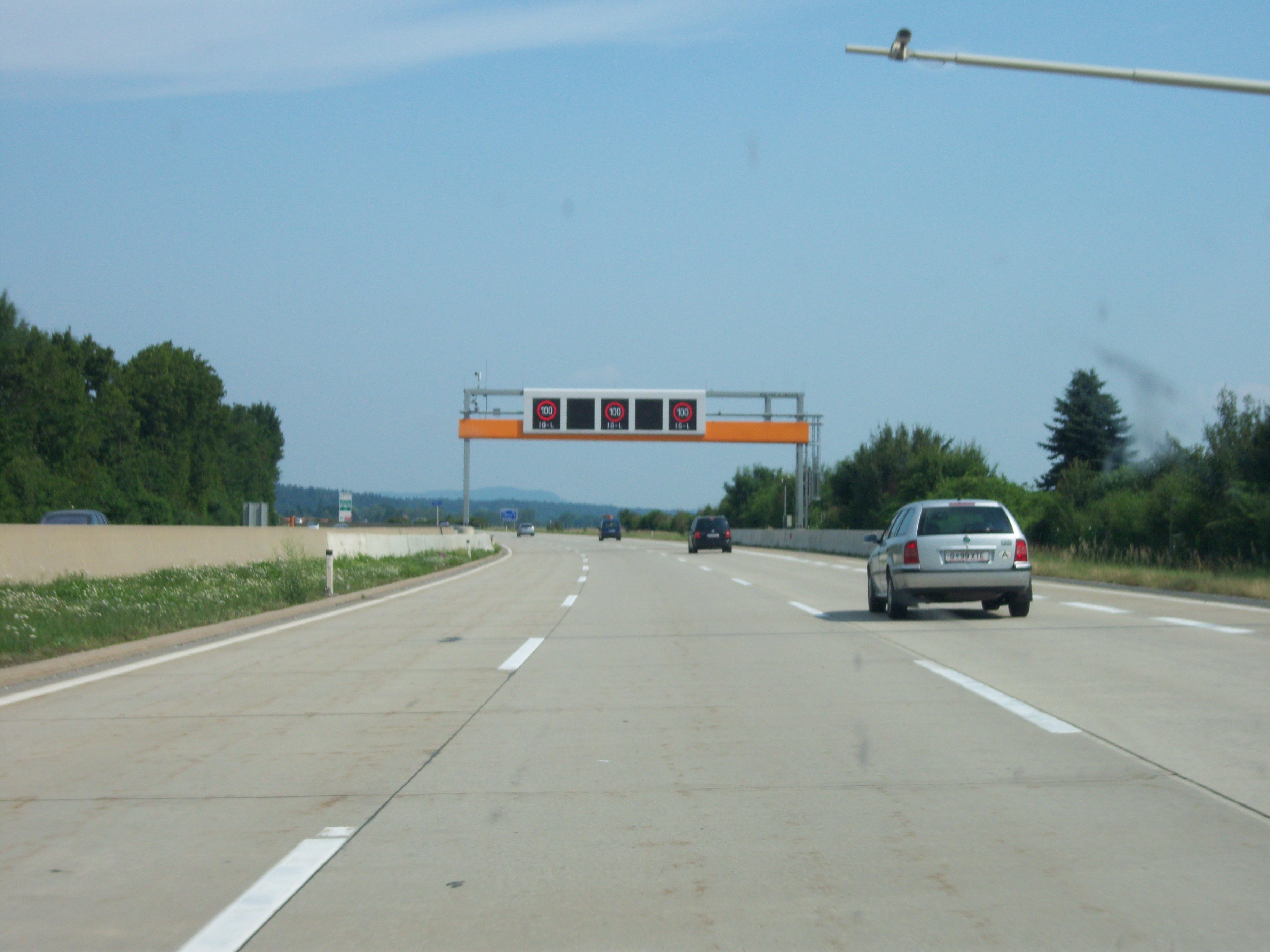
Feinstaubsanierungsgebiet Graz mit Verkehrsbeeinflussungsanlage (VBA)

Die Süd Autobahn führt durch die am stärksten mit Feinstaub belasteten Gebiete in Österreich. Klagenfurt und Graz überschreiten die jährliche zulässige Anzahl an Grenzwertüberschreitungen bei weitem. Auch der Bezirk Wolfsberg in Kärnten zählt zu den stark belasteten Gebieten. Von vielen Politikern und Personen wird dem Straßenverkehr ein großer Teil der Schuld an der Problematik gegeben. Insbesondere Fahrzeuge mit Dieselmotor ohne Partikelfilter emittieren bei der Verbrennung Feinstaub.
Auf der A 2 im Raum Graz, zwischen dem Knoten Graz-West und zwei Kilometer vor der Anschlussstelle Laßnitzhöhe, gab es deshalb seit dem Jahr 2003 ein Tempolimit in den stark belasteten Wintermonaten, vom 1. November bis zum 31. März. Die geringere Geschwindigkeit sollte den Ausstoß und die Aufwirbelung von Feinstaub verringern. Im ersten Jahr dieser Verordnung wurde das Tempolimit auf 80 km/h festgelegt. Dies wurde aber nur von wenigen Verkehrsteilnehmern eingehalten. Es kam oft zu gefährlichen Situationen, wenn LKW auf der dritten Spur Fahrzeuge überholten, die die Geschwindigkeitsbeschränkungen einhielten. In den folgenden Jahren wurde dann Tempo 100 verordnet. Trotz der Tempolimits erreichte die Belastung mit Feinstaub in den ersten beiden Monaten des Jahres 2006 einen neuen Rekordwert. Für den Winter 2006/07 wurde die Beschränkung auf 100 km/h ausgeweitet und zwischen den Anschlussstellen Sinabelkirchen und Lieboch verhängt.
Der steirische UVS stufte aber im März 2007 die Tempolimits entlang der A 2 rund um Graz als unzureichend und nicht im Sinne der Straßenverkehrsordnung kundgemacht ein. So wurden die Schilder auf dieser großteils dreistreifigen Strecke nur auf der rechten Straßenseite aufgestellt. Rund 9400 Fahrzeuglenker konnten deshalb mit der Rückzahlung der Strafen rechnen. Ab Herbst 2007 sollte nur noch an Tagen, an denen die Feinstaubgrenzwerte überschritten werden, eine 100-km/h-Beschränkung in Kraft treten. Dieses Tempolimit sollte laut Umweltlandesrat Manfred Wegscheider (SPÖ) auf neuen LED-Überkopf-Anzeigen kundgemacht werden, die bis dahin montiert werden sollen hätten. Im November 2007 wurden jedoch noch keine solchen Anzeigetafeln montiert. Weiters wurden sämtliche den motorisierten Individualverkehr betreffenden Maßnahmen gegen die Feinstaubbelastung in der Steiermark eingestellt.
Am 15. Dezember 2008 wurde auf besagtem Teilstück eine Verkehrsbeeinflussungsanlage (VBA) mit Überkopf-Anzeigen in Betrieb genommen. Diese sind mit einem Rechner verbunden, der aufgrund von Messwerten und Wettervorhersagen jede halbe Stunde entscheidet, ob die Feinstaubgrenzwerte überschritten werden könnten, und daraufhin ein Tempolimit von 100 km/h verhängt. Weiters können die Überkopf-Anzeigen diverse Warnungen (Nebel, Fahrbahnglätte, Unfall, Stau) an die Fahrzeuglenker weitergeben.
Im Raum Klagenfurt gibt es parallel zum Flughafen ebenfalls eine feinstaubbedingte Geschwindigkeitsbegrenzung, wenn diese notwendig wird. Ansonsten verläuft der Großteil der Autobahn im Tunnel, wo es das ganze Jahr eine Beschränkung auf 100 km/h gibt. Im Bezirk Wolfsberg wurde seit dem Jahr 2004 diskutiert, ob eine Reduktion der Geschwindigkeit auf 100 km/h aufgrund der Feinstaubproblematik sinnvoll ist. Im Herbst 2007 war dieses Thema in der Presse und der Politik nicht mehr präsent.
In Wiener Neudorf fordert die Gemeinde seit längerem Tempo 80 auf der A 2 und eine Lärmschutzwand, um die regelmäßig über den Grenzwerten liegenden Abgas- und Lärmwerte zu reduzieren. Dem Aufruf zur Demonstration folgten am Freitagnachmittag, 8. Juni 2018 500 Personen, die Auffahrt zur A 2 in Richtung Wien war somit von 16 bis 18 Uhr gesperrt.

## Sonstiges
Das etwa 40 Kilometer lange Stück entlang des Wörthersees zwischen Klagenfurt-Ost und dem Knoten Villach ist jener Autobahnabschnitt in Österreich, auf dem die meisten Falschfahrer („Geisterfahrer“) unterwegs sind. In den Jahren 2006, 2007 und 2008 wurden in ganz Kärnten 185 Geisterfahrer registriert, davon 82 auf dem genannten Abschnitt.
Beim Bau des Abschnitts Kaiserwald in der Weststeiermark kam 1971 eine neue Methode zur Anwendung, indem man erstmals im Autobahnbau Branntkalk zur Stabilisierung der lehmigen Bodenverhältnisse auf der Kaiserwaldterrasse und am Kainachboden beimengte.